# 马德雷马尼亚
马德雷马尼亚，是西班牙加泰罗尼亚赫罗纳省的一个市镇。总面积14平方公里，总人口197人（2001年），人口密度14人/平方公里。